# Óscar Passo
Óscar Passo (13 maggio 1980) è un ex calciatore colombiano, di ruolo centrocampista.